# John Braham (pilote)
Pour les articles homonymes, voir Braham.
John Randall Daniel « Bob » Braham, né le 6 avril 1920 à Holcombe et mort le 7 février 1974 en Nouvelle-Écosse, est un pilote de chasse britannique.
Pilote de chasse de la Royal Air Force (RAF), il abat plus de 29 avions ennemis lors de la Seconde Guerre mondiale.